# Kapitulation (Album)
 Kapitulation  ist das achte Studioalbum der deutschen Indie-Rock-Gruppe Tocotronic. Es erschien als Nachfolger von Pure Vernunft darf niemals siegen im Juli 2007 bei Vertigo Records. Es ist das zweite Album nach dem Wechsel von L’age d’or zum Major-Label Universal Music.
Von den Feuilletons wurde das Album überwiegend gelobt, im Nachhinein auch teilweise zu den wichtigsten Alben des Jahres 2007 gezählt.

Im Gespräch mit der taz sagte Dirk von Lowtzow:

„Das Album hat ja auch etwas sehr Kriegerisches, viele Metaphern aus der Kriegskunst: Kapitulation, Strategie, Explosion et cetera. Es hat ein Aggressionspotenzial. Es soll auch radikal sein oder krass. Ein Statement gegen diese schreckliche Emo-Kultur.“

## Entstehungsgeschichte
Im Jahr 2006 widmeten sich die Bandmitglieder vor allem eigenen Musikprojekten neben der Band. So veröffentlichten Dirk von Lowtzow mit Phantom/Ghost, Bassist Jan Müller mit Das Bierbeben und auch Gitarrist Rick McPhail mit Glacier jeweils eigene Alben neben Tocotronic.
2007 stand wieder im Zeichen der gemeinsamen Band Tocotronic: Gemeinsam mit dem Produzenten Moses Schneider mieteten sie ein Plattenstudio und begannen mit den Aufnahmen an ihrem achten Studio-Album. Tocotronic nahmen alles live auf, lediglich die gelegentlich zum Einsatz kommenden Chöre wurden später hinzugefügt. Insgesamt dauerte der Studio-Aufenthalt der Band nicht lange, in der Begleit-DVD zum Album ist von sieben bis neun Tagen die Rede. In Interviews sprachen die einzelnen Bandmitglieder von einem konzentrierten Hinarbeiten auf die zwei Mal täglich stattfindenden Aufnahmen. Dennoch war der Eindruck vorhanden, statt wenigen Tagen vier Wochen im Studio zu verbringen, so die Musiker.
Außerdem wurden zusätzlich noch Aufnahmen in den Studios „Transporterraum“ (Berlin) und „Subraum“ (Hamburg) gemacht. Die Abmischung erfolgte im Berliner „Tritonus Studio“, das Mastering in Düsseldorf bei „Monoposto Mastering“.

## Erfolge
Kapitulation war in den deutschen, österreichischen und Schweizer Charts vertreten.
- In der Schweiz startete das Album auf Platz 35 und konnte sich drei Wochen in den Charts halten.
- In Österreich startete es auf Platz 10 und hielt sich neun Wochen.
- In Deutschland erreichte es den dritten Platz der Album-Charts und hielt sich insgesamt zehn Wochen in den Charts.

## Rezensionen
Im Folgenden sind einige Stimmen aus der Presse zum Album gelistet.

„Für die vier Musiker markiert die Kapitulation vor allen erdrückenden Pflichten des Alltags die absolute Befreiung. […] Kapitulation ist exaltierter Pop im rockigen Sinne und ein wütendes Manifest des Deutschkultur-Pessimismus.“

„Das sind Posen, keine Befehle. Und es sind die richtigen Posen: Die Jungs verhalten sich in etwa so wie eine Attentäterin, die einen Mordanschlag auf den Sensenmann unternimmt, weil sie es mit Recht nicht mehr mit ansehen mag, dass so viel gestorben wird. „Kapitulation“ ist nicht einfach Musik, sondern Musiktheater, dessen Zweck lautet: Mit der eingenommenen Rolle gegen das alte Erfolgsmenschenmissverständnis der Vitalität von Rockmusik überhaupt ansingen; etwa so, wie die Rheintöchter am Ende von Wagners „Rheingold“ in den tosenden Jubel über das Richtfest der Götter die Beschwerde mischen: Falsch und feig ist, was dort oben sich freut.“

„Umschrängelt von sirenenhaften Gitarren, wandert von Lowtzow durch Wiesen, Felder und Archive, das Lied von der Nutzlosigkeit auf den Lippen. […] Kapitulation ist eine Verführung zur Geistesabwesenheit. Wo überall schnöder Pragmatismus regiert, wird Passivität zur letzten Widerstandsgeste. […] Der tocotronische Impuls ist aus dem Widerspruch geboren, rebellisch sein zu wollen, und doch genau zu wissen, dass die Zeit der Rebellionen vorbei ist. […] Kapitulation ist ein romantischer Aufstand der Müden, der sich aus verschiedensten Kraftquellen speist. Der Faulpelz Oblomov hat seine Spuren hinterlassen, die Desinvolture des Dandys. Bartleby, Herman Melvilles subversiver Schreiber, geistert mit seinem »Ich möchte lieber nicht« durch die Zeilen. Nicht zu vergessen die biblischen Klassiker der Gesellschaftstheorie, von Marx über Michel Foucault bis hin zum Anti-Ödipus. Dazu rockt die Band so giftig süß wie nie zuvor. […] In der schwarzen Tradition [des Soul] findet sich unter dem Stichwort »Sweet Surrender« die Idee der Selbstaufgabe, die zugleich eine Hingabe der Liebenden ist: Lasst fahren alle Hoffnung, und euch wird geholfen werden.“

„Vor allem seit der LP „K.O.O.K“ aus dem Jahre 1999 wohnt den betörend uneindeutigen Liedern von Tocotronic ein kaum fassbarer Zauber inne, der im weißen Album „Tocotronic“ zur Perfektion getrieben und seitdem verästelt und sanft gebrochen wird. Kapitulation nun, zärtlich, sehnsüchtig, wissend und emphatisch, ist nicht weniger als ein Ausloten der Möglichkeiten, die man als visionäre Gitarrenband so hat.“

## CD-Cover
Das CD-Cover basiert auf einem großen Ausschnitt des Porträts Douglas Morgan Hall, das ca. 1889 vom amerikanischen Maler Thomas Eakins in Öl auf Leinwand gemalt wurde. Der Ausschnitt geht über die komplette Breite, es fehlt nur ein breiter Streifen am unteren Rand, wo die Coverabbildung insgesamt etwas dunkler erscheint. In der unteren rechten Hälfte steht in grellen, grün gehaltenen Großbuchstaben der Name des Albums und der Band.

## Titelliste
1. Mein Ruin – 5:45
2. Kapitulation – 4:15
3. Aus meiner Festung – 5:18
4. Verschwör Dich gegen Dich – 4:11
5. Wir sind viele – 6:54
6. Harmonie ist eine Strategie – 4:35
7. Imitationen – 4:17
8. Wehrlos – 3:49
9. Dein geheimer Name – 4:00
10. Sag alles ab – 2:02
11. Luft – 5:13
12. Explosion – 3:46

## Singles
Als Singles wurden folgende Songs ausgekoppelt:
- Sag Alles Ab – Mai 2007
- Kapitulation – Juli 2007
- Imitationen – September 2007
- Mein Ruin – Dezember 2007

## Mitwirkende
- Dirk von Lowtzow: Gesang, Gitarre
- Rick McPhail: Gitarre, Keyboard
- Jan Müller: Bass
- Arne Zank: Schlagzeug, Keyboard, Gesang
- Sila Davulco, Michaela Meise, Virginia Rösinger, Barbara Wagner, Julia Wilton: Chöre
- Ben Lauber: Tasten und Glocken
- Moses Schneider: Produzent
- Torsten Otto: Aufnahmen im Studio „Chez Chèrie“
- Michael Ilbert: Abmischung
- Michael Schwabe: Mastering
- Henrik Olesen: Covergestaltung (Gemälde „After Thomas Eakins“, 2007)